# Claes de Vreese
Claes Holger de Vreese (født 1974) er dansk professor i politisk kommunikation ved Amsterdam Universitet i Holland. 
De Vreese blev kandidat i politisk kommunikation fra Amsterdam Universitet i 1998 og ph.d. samme sted 2003. Han har siden 2005 været ansat som professor og forskningsleder i politisk kommunikation ved Amsterdam School of Communications Research (ASCoR) ved Amsterdam Universitet. Han er videnskabelig direktor for ASCoR og grundlægger og leder af Center for Politics and Communication. Siden 2005 har han været tilknyttet Center for Journalistik ved Syddansk Universitet som adjungeret professor i journalistik og statskundskab.
Han har modtaget adskillige videnskabelige priser og blev i 2004 som den første tildelt Nils Klim-prisen.  I 2016 modtog han The Goldsmith Book Prize for bogen Political Journalism in Comparative Perspective. De Vreese har beklædt adskillige videnskabelige tillidsposter. Han er blandt andet den kommende formand for The Political Communication Division under The International Communication Association. Han er medlem af Det Unge Akademi under Hollands Royal Dutch Academy of Sciences.

## Udvalgt bibliografi
- Erik Albæk; David Nicolas Hopmann; Claes H. de Vreese (2010), Kunsten at holde balancen, University of Southern Denmark Studies in History and Social Sciences, Syddansk Universitetsforlag, ISBN 978-87-7674-506-6, OL 45311465M, Wikidata  Q108662887

## Eksterne links
- Amsterdam School of Communications Research engelsk Arkiveret 1. november 2020 hos  Wayback Machine
- Center for Politics and Communication engelsk
- Claes Holger de Vreese engelsk Arkiveret 21. november 2008 hos  Wayback Machine